# Lamprotatus truncatus
Lamprotatus truncatus är en stekelart som först beskrevs av Etienne Laurent Joseph Hippolyte Boyer de Fonscolombe 1832.  Lamprotatus truncatus ingår i släktet Lamprotatus och familjen puppglanssteklar. Arten är reproducerande i Sverige. Inga underarter finns listade i Catalogue of Life.